# Maniquí de Java
El maniquí de Java (Lonchura leucogastroides) és un ocell de la família dels estríldids (Estrildidae).

## Hàbitat i distribució
Viu a la vegetació secundària i conreus de les terres baixes d'Indonèsia occidental, al sud de Sumatra, Java, Bali i Lombok.